# 루자구

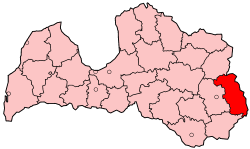
루자 구의 위치

루자구(라트비아어: Ludzas rajons)는 라트비아 동부에 있던 구로 행정 중심지는 루자이며 면적은 2,412km2, 인구는 32,634명(2005년 기준), 인구 밀도는 13.5명/km2이다. 3개 시와 22개 교구를 관할했으며 2009년에 실시된 행정 구역 개편에 따라 폐지되었다. 발비 구와 레제크네 구, 크라슬라바 구와 인접해 있었으며 러시아, 벨라루스와 국경을 접하고 있었다.